# Gora Sergienko
Gora Sergienko (Transkription von russisch Гора Сергиенко) ist ein Felsvorsprung im ostantarktischen Coatsland. Er ragt im südlichen Teil der Haskard Highlands im Westen der Shackleton Range auf.
Russische Wissenschaftler benannten ihn. Der weitere Benennungshintergrund ist nicht überliefert.